# Orden de la Familia Real de Jorge V
La Orden de la Familia Real de Jorge V es un honor que el rey Jorge V otorgó a las mujeres miembros de la familia real británica .
La reina Isabel II fue la última receptora sobreviviente.

## Apariencia
La cinta de la Orden de la Familia Real del Rey Jorge V es blanca.

## Lista de destinatarios conocidos
- La reina, la esposa del rey[2][3]
- Reina Alexandra, la madre del Rey[3]
- La princesa María, princesa real y condesa de Harewood, hija del rey[3]
- La princesa Luisa, princesa real, hermana del rey[3]
- La princesa Victoria, hermana del rey[3]
- Reina Maud de Noruega, hermana del rey[3]
- Princesa Elena de Schleswig-Holstein, tía del rey[3]
- La duquesa de Argyll, la tía del rey[3]
- Princesa Beatriz de Battenberg, tía del rey[3]
- La duquesa de Connaught, la tía del rey[3]
- La duquesa de Albany, la tía del rey[3]
- La duquesa de York, más tarde reina Isabel La reina madre, la nuera del rey[3]
- La duquesa de Kent, más tarde princesa Marina, duquesa de Kent, nuera del rey[3]
- La duquesa de Gloucester, más tarde princesa Alicia, duquesa de Gloucester, nuera del rey[4][3]
- Princesa Isabel de York, luego duquesa de Edimburgo y luego reina, nieta del rey[3]
- Princesa Margarita de York, más tarde princesa Margarita, condesa de Snowdon, nieta del rey[3]
- Princesa Alicia, condesa de Athlone, prima hermana del rey[3]
- Princesa Alejandra de Connaught, sobrina del rey[3]
- Princesa Maud, sobrina del rey[3]